# Diaphractus
Diaphractus és un gènere d'aranyes araneomorfes de la família dels gnafòsids (Gnaphosidae). Es poden trobar a l'Àfrica austral i l'Àfrica oriental.
Van ser descrits per primer cop per William Frederick Purcell l'any 1907.
Segons The World Spider Catalog 12.0:
- Diaphractus assimilis Tullgren, 1910
- Diaphractus leipoldti Purcell, 1907
- Diaphractus muticus Lawrence, 1927